# Sivigliana
Sivigliana (La Sevillana) è un film del 1930 diretto e interpretato da Ramón Novarro. È la versione in spagnolo del film Call of the Flesh di Charles Brabin: nei primi anni del cinema sonoro era comune che le versioni in lingua straniera dei film venissero prodotte direttamente a Hollywood con un diverso cast tecnico e artistico ma utilizzando gli stessi set e costumi. Call of the Flesh si differenziò dalla maggior parte di questi casi, dal momento che Novarro fu protagonista, oltre che regista, anche delle versioni in spagnolo (dove recitò per la prima volta nella sua lingua madre) e in francese, quest'ultima intitolata Le chanteur de Séville (1931). Il film, la cui sceneggiatura originale di John Colton fu tradotta e adattata dall'attore Ramón Guerrero, ebbe un costo di 103.437 dollari e fu proiettato in anteprima al Teatro Califórnia Internacionale di Los Angeles il 5 dicembre 1930; ebbe un ruolo importante nel lanciare la carriera della co-protagonista Conchita Montenegro.

## Distribuzione

### Data di uscita
Le date di uscita internazionali sono state:
- 5 dicembre 1930 negli Stati Uniti
- 4 aprile 1931 in Spagna (Sevilla de mis amores)
- 30 aprile in Messico
- 22 ottobre in Italia
- 22 febbraio 1932 in Portogallo (Sevilha dos Meus Amores)

### Edizione italiana
Sivigliana è uno dei primi film doppiati in italiano. Il doppiaggio, ad opera di attori oriundi o immigrati italiani, fu eseguito direttamente negli studi della MGM sulla versione in spagnolo poiché la somiglianza tra le due lingue avrebbe reso più semplice la sincronizzazione.